# Bouconville (Aisne)
Bouconville est une localité de Bouconville-Vauclair, dont elle est le chef-lieu, et une ancienne commune française, située dans le département de l'Aisne en région Hauts-de-France.

## Géographie
La commune avait une superficie de 7,82 km2.

## Histoire
La commune a été créée lors de la Révolution française. Bonconville absorbe la localité de Vauclerc de la commune Vauclerc-et-la-Vallée-Foulon, considérée comme détruite lors de la Première Guerre mondiale par le décret du 9 septembre 1923 supprimant cette commune. La nouvelle entité prend le nom de Bouconville-Vauclerc, renommée Bouconville-Vauclair en 1973.

## Administration
Jusqu'à l'absorption de Vauclerc en 1923, la commune faisait partie du canton de Craonne dans le département de l'Aisne. Elle appartenait aussi à l'arrondissement de Laon depuis 1801 et au district de Laon entre 1790 et 1795. La liste des maires de Bouconville est :
| Période                                  | Période | Identité | Étiquette | Qualité |
| ---------------------------------------- | ------- | -------- | --------- | ------- |
|                                          |         |          |           |         |
| Les données manquantes sont à compléter. |         |          |           |         |

## Démographie
Jusqu'en 1923, la démographie de Bouconville était :
| 1793 | 1800 | 1806 | 1821 | 1831 | 1836 | 1841 | 1846 | 1851 |
| ---- | ---- | ---- | ---- | ---- | ---- | ---- | ---- | ---- |
| 607  | 602  | 549  | 578  | 614  | 600  | 593  | 578  | 535  |

| 1856 | 1861 | 1866 | 1872 | 1876 | 1881 | 1886 | 1891 | 1896 |
| ---- | ---- | ---- | ---- | ---- | ---- | ---- | ---- | ---- |
| 502  | 521  | 475  | 444  | 438  | 402  | 372  | 372  | 327  |

| 1901 | 1906 | 1911 | 1921 | - | - | - | - | - |
| ---- | ---- | ---- | ---- | - | - | - | - | - |
| 348  | 373  | 396  | 168  | - | - | - | - | - |